# Candamukha
Candamukha Siva (Sanda Muhuna) fou rei d'Anuradhapura (Sri Lanka) del 44 al 52, fill i successor d'Ila Naga.
Va construir una reserva d'aigua que va dedicar al temple Isurumunni Vihara. La seva esposa Damiladevi també va dedicar a aquest temple els beneficis del poble de Manikara el que fa suposar als erudits que els reis singalesos establien una població (o més d'una) concreta per les necessitats de la reialesa. Plini esmenta que quatre ambaixadors singalesos el principal dels quals tenia el títol d' aratchi foren enviats durant el regnat de Candamukha a l'emperador Claudi a Roma; Plini explica algunes coses de la situació social a Ceilan en aquell temps que no s'esmenten al Mahavansa. En concret diu que hi havia unes 500 poblacions la principal de les quals era la capital, que Plini anomena Palaesimunda (Anuradhapura) on residia el rei, la qual tenia 200.000 habitants; hi havia molt de corall al golf de Mannar on també hi havia petxines de colors, tortugues, marbre, perles i pedres precioses. la vegetació era
exuberant. Hi havia profusió de tota mena de fruites excepte el raïm, les persones tenien tot el que necessitaven, el govern era benèvol i hi havia absència de lleis vexatòries. Els habitants vivien molts anys i eren corrents els casos de persones que arribaven als cent anys; es comerciava amb Xina per terra a través de l'Índia i de Tartària, ruta que es va mantenir quan posteriorment els vaixells van poder fer la via per mar.
Va regnar vuit anys i set mesos i fou assassinat pel seu germà petit Yasalaka Tissa (Yassalalaka) en un festival aquàtic celebrat al Tissa Wewa; l'assassí el va succeir.